# کتی مک‌گراث
کاترین الیزابت "کیتی" مک‌گرا (به انگلیسی: Katherine Elizabeth "Katie" McGrath) (زاده ۳ ژانویه ۱۹۸۳) بازیگر و مدل ایرلندی است. در تلویزیون برای بازی در نقش مورگانا در سریال مرلین (مجموعه تلویزیونی) ساخته بی‌بی‌سی وان، لوسی وستنرا در سریال آمریکایی_بریتانیایی دراکولا (مجموعه تلویزیونی) و لینا لوتر در سریال محبوب سوپرگرل (مجموعه تلویزیونی ۲۰۱۵) شناخته شده است. نقش‌های وی در فیلم‌های سینمایی شامل زارا یونگ در فیلم علمی تخیلی دنیای ژوراسیک، السا در فیلم شاه آرتور: افسانه شمشیر، تلما فرنیس، وایکاونتس فرنیس در فیلم تاریخی دابلیو.ئی. و جولس دلی در فیلم پرنسسی برای کریسمس هستند.

## زندگی شخصی و تحصیلات
کیتی مک‌گرا در روستای اشفورد واقع در شهرستان ویکلو در ایرلند زاده شد. در کنار پدرش پاول، مادرش ماری و برادرهایش سین و روری بزرگ شد. او مدّتی با کالین مورگان در رابطه بود.
وی با مدرک تاریخ با تمرکز بر روسیه از کالج ترینیتی فارغ‌التحصیل شد.

## فیلم‌شناسی
| سال  | فیلم                    | نقش                         | کارگردان    |
| ---- | ----------------------- | --------------------------- | ----------- |
| ۲۰۰۷ | Pebble                  | تارا                        | جاناتان شاو |
| ۲۰۱۱ | دابلیو.ئی.              | تلما فرنیس، وایکاونتس فرنیس | مدونا       |
| ۲۰۱۲ | Tríd an Stoirm          | آلیس/بانشی                  | فرد بوردی   |
| ۲۰۱۴ | زن پیشرو                | جودی روثرفورد               | هنک پرتوریس |
| ۲۰۱۵ | دنیای ژوراسیک           | زارا                        | کالین ترورو |
| ۲۰۱۵ | The Throwaways          | گلوریا میلر                 | تونی بیو    |
| ۲۰۱۷ | شاه آرتور: افسانه شمشیر | السا                        | گای ریچی    |
| ۲۰۲۰ | دکمه‌ها                  |                             |             |

| سال         | عنوان                           | نقش              | یادداشت                                                          |
| ----------- | ------------------------------- | ---------------- | ---------------------------------------------------------------- |
| ۲۰۰۷        | Damage                          | ریچل             | فیلم تلویزیونی                                                   |
| ۲۰۰۸        | Eden                            | تریشا            | فیلم تلویزیونی                                                   |
| ۲۰۰۸        | تودورها                         | بث               | اپیزود "His Majesty's Pleasure"                                  |
| ۲۰۰۸        | Freakdog                        | هریت چمبرز       | فیلم تلویزیونی                                                   |
| ۲۰۰۸        | The Roaring Twenties            | ویکسن            | سریال کوتاه                                                      |
| ۲۰۱۲_۲۰۰۸   | مرلین (مجموعه تلویزیونی)        | مورگانا پندراگون | نقش اصلی، حضور در ۵۷ اپیزود                                      |
| ۲۰۰۹        | The Queen                       | شاهدخت مارگارت   | اپیزود "Margaret"                                                |
| ۲۰۱۱        | A Princess for Christmas        | جولس دلی         | فیلم تلویزیونی                                                   |
| ۲۰۱۲        | هزارتو                          | اوریانه کنگست    | سریال کوتاه                                                      |
| ۲۰۱۳        | Dates                           | کیت فاستر        | اپیزود "Erica and Kate"                                          |
| ۲۰۱۴_۲۰۱۳   | دراکولا (مجموعه تلویزیونی)      | لوسی وستنرا      | نقش اصلی، حضور در ۱۰ اپیزود                                      |
| ۲۰۱۶        | Slasher                         | سارا بنت         | نقش اصلی سیزن ۱، حضور در ۸ اپیزود                                |
| تاکنون_۲۰۱۶ | سوپرگرل (مجموعه تلویزیونی ۲۰۱۵) | لنا لوتر         | نقش فرعی در سیزن ۲، نقش اصلی از سیزن ۳ تاکنون، حضور در ۶۰ اپیزود |
| ۲۰۱۷_۲۰۱۶   | مرز (مجموعه تلویزیونی)          | الیزابت کراترز   | نقش فرعی، حضور در ۷ اپیزود                                       |
| ۲۰۱۹        | Secret Bridesmaids' Business    | ساسکیا د مریندل  | نقش اصلی، حضور در ۶ اپیزود                                       |

| سال  | عنوان  | خواننده           |
| ---- | ------ | ----------------- |
| ۲۰۱۴ | از عدن | هوزیر (موسیقی‌دان) |

## افتخارات
| سال  | جشنواره                 | رده                                | نام اثر                         | نتیجه     |
| ---- | ----------------------- | ---------------------------------- | ------------------------------- | --------- |
| ۲۰۰۹ | Monte-Carlo TV Festival | Outstanding Actress - Drama Series | مرلین (مجموعه تلویزیونی)        | نامزد شده |
| ۲۰۱۱ | Monte-Carlo TV Festival | Outstanding Actress - Drama Series | مرلین (مجموعه تلویزیونی)        | نامزد شده |
| ۲۰۱۸ | جوایز برگزیده نوجوانان  | Choice Scene Stealer               | سوپرگرل (مجموعه تلویزیونی ۲۰۱۵) | نامزد شده |